# Mount Ethelwulf
Mount Ethelwulf ist ein 2590 m hoher und größtenteils vereister Berg auf der westantarktischen Alexander-I.-Insel. In der Douglas Range ragt er am Kopfende des Tumble-Gletschers zwischen den Bergen Mount Egbert und Mount Ethelred auf.
Erstmals gesichtet wurde der Berg vermutlich beim Transantarktisflug des US-amerikanischen Polarforschers Lincoln Ellsworth am 23. November 1935. Die Ostflanke wurde 1936 grob durch Teilnehmer der British Graham Land Expedition (1934–1937) vermessen. Der Falkland Islands Dependencies Survey nahm 1948 eine erneute Vermessung vor und kartierte 1960 die Westflanke des Berges anhand von Luftaufnahmen, die bei der Ronne Antarctic Research Expedition (1947–1948) entstanden. Benannt ist der Berg nach Æthelwulf (800–858), König von Wessex von 839 bis 858.